# Лауфабраур

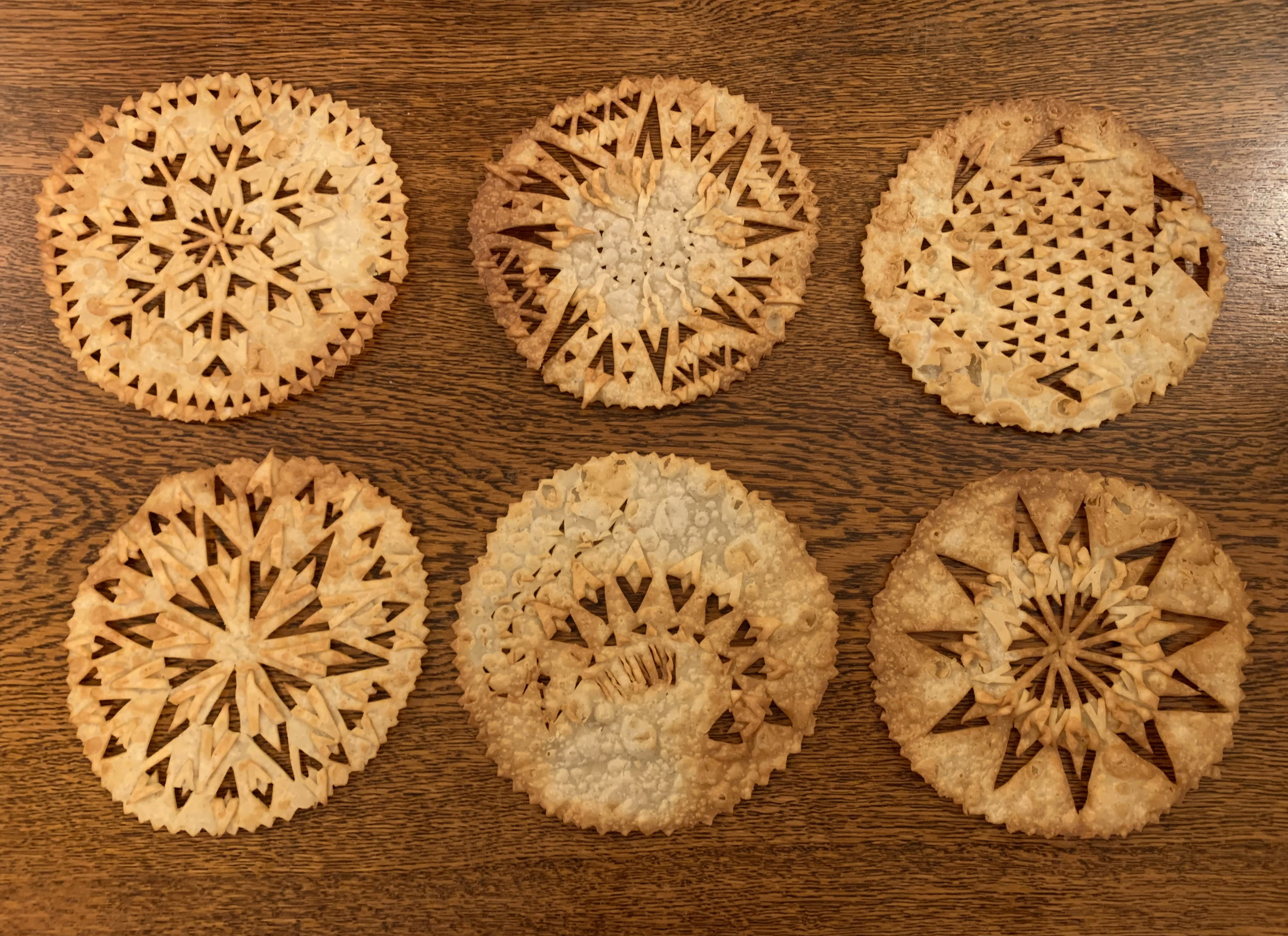
Різні складні конструкції

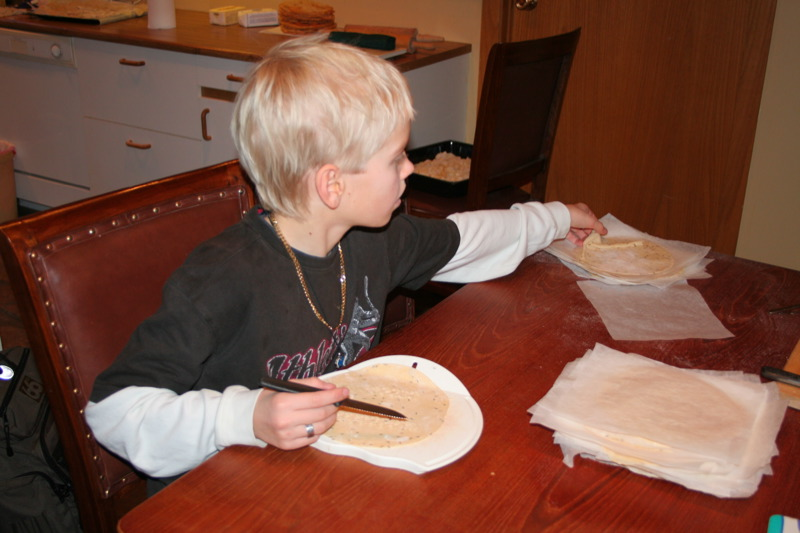
Дитина прикрашає laufabrauð перед смаженням

Лауфабраур (ісл. вимова: [ˈlœiːvaˌprœiːθ], «листовий хліб»; іноді його також називають «сніжинковим хлібом» — традиційний вид ісландського хліба, який найчастіше їдять у різдвяний сезон. Походить з північної Ісландії, але тепер його їдять по всій країні. Він складається з круглих, дуже тонких коржів діаметром приблизно від 15 до 20 см (від 6 до 8 дюймів), прикрашений листоподібними геометричними візерунками та коротко обсмажений у гарячому жирі чи олії.
Лауфабраур можна купити в пекарнях або зробити вдома, або з готового тіста, або з нуля; візерунки або вирізаються вручну, або створюються за допомогою важкого латунного валика, laufabrauðsjárn ([ˈlœiːvaˌprœiðsˌjau(r)tn̥], «праска для хлібного листя»). Найпоширеніший малюнок складається з рядів V-подібних клаптів; кожен клапоть перекривається наступним, утворюючи косу. Тоді ряди можуть утворити більший візерунок, наприклад, сніжинку або букву.
Виготовлення листового хліба вдома зазвичай є сімейним заходом і часто невід'ємною частиною різдвяних приготування, де кілька поколінь збираються та беруть участь у прикрашанні.